# Black Dogs Budweis
Black Dogs Budweis je univerzitní hokejový klub reprezentující VŠTE České Budějovice. Od sezóny 2019/20 se tým účastní Univerzitní ligy ledního hokeje. 

## Historie
Klub vznikl roku 2018, svoji první sezónu strávil v Evropské univerzitní hokejové lize. Po vzniku ULLH se před ročníkem 2019/20 přesunul do Čech, kde hned v první dohrané sezóně (2021/22) získal bronzové medaile. Tento počin tým zopakoval v sezóně 2023/24.

## Historické názvy
- 2018 – Black Dogs Budweis

## Statistiky

### Přehled ligové účasti

#### Stručný přehled
- 2018–2019: EULH
- 2019– : ULLH

#### Jednotlivé ročníky
| Evropa (2014-2019) |                        |                                         |                                         |                                                     |                                         |                                         |
| Ročník             | Soutěž                 | PK                                      | ZČ                                      | Play-off                                            | Cel. um.                                | Pozn.                                   |
| 2018/2019          | EUHL (východní divize) | 12                                      | 9.                                      | Ne [ 3 ]                                            | 9.                                      |                                         |
| Česko (2019-)      |                        |                                         |                                         |                                                     |                                         |                                         |
| Ročník             | Soutěž                 | PK                                      | ZČ                                      | Play-off                                            | Cel. um.                                | Pozn.                                   |
| 2019/2020          | ULLH                   | 8                                       | 3.                                      | play-off zrušeno kvůli pandemii covidu-19           |                                         |                                         |
| 2020/2021          | ULLH                   | sezóna zrušena kvůli pandemii covidu-19 | sezóna zrušena kvůli pandemii covidu-19 | sezóna zrušena kvůli pandemii covidu-19             | sezóna zrušena kvůli pandemii covidu-19 | sezóna zrušena kvůli pandemii covidu-19 |
| 2021/2022          | ULLH                   | 10                                      | 2.                                      | Semifinále (prohra 0:2 na zápasy s Akademici Plzeň) | 3.                                      |                                         |
| 2022/2023          | ULLH                   | 10                                      | 4.                                      | Semfinále (prohra 1:3 na zápasy s Akademici Plzeň)  | 4.                                      |                                         |
| 2023/2024          | ULLH                   | 9                                       | 1.                                      | Semifinále (prohra 0:2 na zápasy s UK Kings Prague) | 3.                                      |                                         |
| 2024/2025          | ULLH                   | 12                                      | 1.                                      | Finále (prohra 1:2 na zápasy s UK Kings Prague)     | 2.                                      |                                         |